# Lac du Goéland
Lac du Goéland är en sjö i Kanada.   Den ligger i regionen Saguenay–Lac-Saint-Jean och provinsen Québec, i den östra delen av landet, 600 km nordost om huvudstaden Ottawa. Lac du Goéland ligger 399 meter över havet. Arean är 12,3 kvadratkilometer. Den sträcker sig 7,6 kilometer i nord-sydlig riktning, och 6,2 kilometer i öst-västlig riktning.
Trakten runt Lac du Goéland är nära nog obefolkad, med mindre än två invånare per kvadratkilometer.